# Partitiechromatografie
Partitiechromatografie is het meest gebruikte type vloeistofchromatografie. Bij dit type chromatografie is de stationaire fase in principe een vloeistof dat niet oplosbaar is in de mobiele fase. 
Een vroege vorm van partitiechromatografie was een vloeistof-vloeistofkolom. Als stationaire vloeistof, in deze vorm van chromatografie werd gebruikgemaakt van, tri-ethyleenglycol of water. Deze vloeistof-vloeistofkolommen zijn in moderne vloeistofchromatografiesystemen vervangen door vloeistof-gebonden fasekolommen. In vloeistof-vloeistofkolommen werd de stationaire vloeistoffase op zijn plaats gehouden door fysische adsorptie. In vloeistof-gebonden fasekolommen wordt de gebonden stationaire fase in plaats gehouden door chemische binding, wat resulteert in stabiele pakkingen onoplosbaar in de mobiele fase. Vloeistof-gebonden fasekolommen zijn ook te gebruiken bij gradiënt-elutie-technieken. Het vervolg van de discussie zal voornamelijk over vloeistof-gebonden fasepartitiechromatografie gaan.

## Kolommen voor vloeistof-gebonden fasechromatografie
De pakking voor deze kolommen is in de meeste gevallen silica-deeltjes. Deze deeltjes zijn uniform, poreus, mechanisch stevig en hebben een diameter van 1,5 tot 10 micrometer. De oppervlakte van deze volledig gehydroliseerde silica is reactief gemaakt met silanol groepen. Waarna de silanol groepen met behulp van het type siloxanes, polair of apolair kan worden gemaakt.

## Normaal of omgekeerde fasepakkingen
Er zijn twee typen kolommen te onderscheiden in partitiechromatografie op basis van de polariteit van de stationaire fase:
- Normale fase: wanneer de stationaire fase bestaat uit polair materiaal.
- En omgekeerde fase: wanneer de stationaire fase bestaat uit niet polair materiaal.

Het grote voordeel van omgekeerde fase is dat water als loopmiddel kan worden gebruikt. Water is goedkoop, niet toxisch, UV-transparant en compatibel met biologische stoffen.

## Methodeontwikkeling in partitiechromatografie
Methodeontwikkeling in partitiechromatografie is complexer in vergelijking met GC omdat in een mobiele fase het monstercomponent interactie kan hebben met zowel de stationaire fase als de mobiele fase. In gaschromatografie neemt de mobiele fase geen deel aan het scheidingsproces.
- Kolomselectie in patitiechromatografie: Een succesvolle chromatografische scheiding hangt af van een goede balans van de drie participanten in het scheidingsproces, het monstercomponent, de stationaire fase en de mobiele fase. De polariteit van de functionele groepen van het monstercomponent neemt toe in de volgende orde: koolwaterstoffen < ethers < esters < ketonen < aldehyden < amides < amines < alcoholen. Water is meer polair dan welke functionele groep dan ook. Wanneer er een kolom moet worden gekozen, komt vaak de polariteit van de kolom overeen met de polariteit van de te scheiden componenten.
- Mobiele faseselectie in partitiechromatografie: Er zijn ruwweg drie methoden om de resolutie van een scheiding te verbeteren afhankelijk van drie parameters (N, k, en α). In vloeistofchromatografie is parameter k het gemakkelijkst te manipuleren, doordat deze parameter sterk afhangt van de sterkte van de mobiele fase. De optimale waarde van k zou tussen de 2 en de 10 moeten zitten, voor complexe mengsels echter kan een k worden aangehouden van 0,5 tot 20 om de scheiding genoeg tijd te geven. Soms is het niet voldoende om alleen individuele pieken te creëren zonder overlap, in dit geval kun je variaties aanbrengen in α (selectiviteitsfactor).

Effect van het oplosmiddel sterkte op de Retentie factor. Oplosmiddelen met een sterke interactie op de monstercomponenten worden in de chromatografie "sterke" oplosmiddelen genoemd. Sterke oplosmiddelen zijn vaak, niet altijd, polaire oplosmiddelen. De oplosmiddelsterkte hangt af van de aard van de componenten en de stationaire fase. Verschillende indexen zijn ontwikkeld om de oplosmiddelsterkte kwantitatief te beschrijven. De meest gebruikte is het beschrijven van een oplosmiddel op basis van de polariteitsindex P′, welke is ontwikkeld door Snyder. De polariteitsindexwaarde is voor een groot aantal oplosmiddelen bekend en varieert van 10,2 voor het hoogst polaire water tot −2 voor de hoogst apolaire fluoralkanen. Elke gewenste polariteitsindex tussen deze limieten kan worden bereikt bij het mixen van twee geschikte oplosmiddelen. Op deze wijze wordt de polariteitsindex van eluensmengsel P'AB berekend gegeven door
φA · P′A + φB · P′B = P′AB